# 布蘭尼基宮 (華沙)

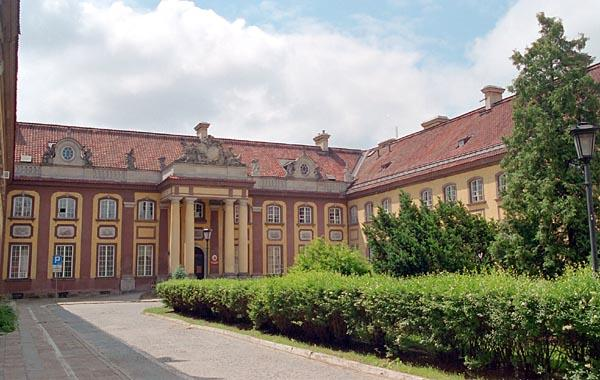
布蘭尼基宮

布蘭尼基宮（波蘭語：Pałac Branickich）是一座位於波蘭首都華沙的18世紀豪宅。華沙有三座以布蘭尼基為名的宮殿，这座宫殿是华沙三个同名的宫殿之一，位於蜂蜜街。建築風格是洛可可式建築。